# Lissochelifer hygricus
Lissochelifer hygricus är en spindeldjursart som först beskrevs av E.N. Murthy och Taracad Narayanan Ananthakrishnan 1977.  Lissochelifer hygricus ingår i släktet Lissochelifer och familjen tvåögonklokrypare. Inga underarter finns listade i Catalogue of Life.